# 柏原康夫
柏原 康夫（かしはら やすお、1939年7月14日 - ）は、日本の実業家。京都銀行名誉顧問、関西経済連合会副会長、関西文化学術研究都市推進機構（前理事長）。京都市観光協会会長。京都府観光連盟会長。2006年11月藍綬褒章、2019年旭日中綬章を受章。

## 人物・来歴
1939年兵庫県神戸市に生まれる。川崎重工業に勤めていた父が知多工場へ転勤となったため、愛知県半田市に移住。半田高校を経て滋賀大学経済学部を卒業。就職の際には就職難の時代で苦戦を強いられたが、首尾よく京都銀行への入行が決まった。初任地は三条支店（京都市）で本出納補助を担当。次に総務部に移動となり経費を担当。コンピュータ関係の費用や機器の保守料などを削減し、成果を出した。その後、主に人事部門でキャリアを積んだ。
1992年6月、取締役に選任。以降、常務、副頭取を経て、1998年6月代表取締役頭取に就任する。頭取在任時には、成果主義とは一線を画する職務内容や能力に応じた給与体系を導入。さらに支店長公募制を導入したほか、2010年4月には人材育成の大切さを認識してもらい、研修レベルを高めるため行内に「金融大学校」を設置した。また、「広域型地銀」を標榜し、滋賀、大阪、奈良、兵庫へと店舗網を広げ、2000年以降の出店は50店超を数えた。さらに、預金、貸金、為替はどこの銀行でも大差ないと思い、NTTデータに共同化できないかと相談を持ち掛け、1990年代末には福井銀行、西日本シティ銀行とともに共同システムの構築の準備を開始。2004年1月、京銀は先陣を切ってNTTデータ地銀共同センターによる共同システムを稼働させた。
2008年6月には京都市観光協会会長に就き、観光振興に力を入れ、2010年6月には京銀会長に退いた。
2011年5月には同行初の関西経済連合会副会長、同年6月には関西文化学術研究都市推進機構理事長に就任し、「明日の京都の高速鉄道検討委員会」委員長としてリニア中央新幹線中間駅設置場所の議論を纏め、2012年2月に京都への誘致を正式に表明した。その他、カナダが提唱した世界的な森林整備、保全運動であるモデルフォレストの日本における初の協会を京都府が創設するため、乞われて京都モデルフォレスト協会理事長も務めた。

## 年譜
- 1939年7月 - 兵庫県にて出生
- 1963年4月 - 滋賀大学経済学部卒業後京都銀行入行
- 1992年5月 - 同営業開発部長
- 1992年6月 - 同取締役営業開発部長
- 1993年2月 - 同取締役人事部長
- 1994年6月 - 同常務取締役
- 1997年6月 - 同代表取締役副頭取
- 1998年6月 - 同代表取締役頭取
- 2010年6月 - 同代表取締役会長
- 2015年6月 - 同取締役相談役
- 2019年6月 - 同名誉顧問